# Forat de Bulí

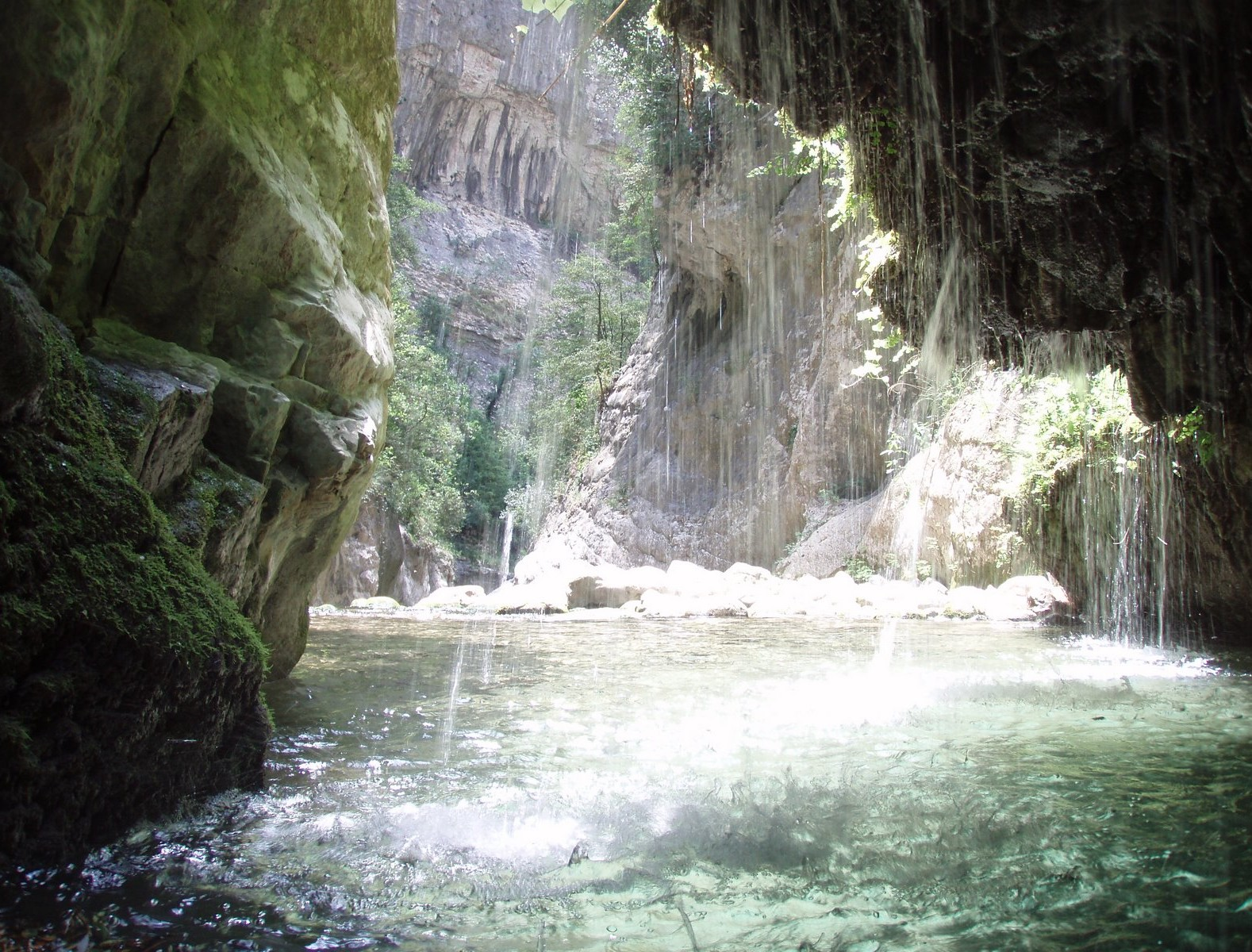
Salto de agua en el Forat de Bulí

El Forat de Bulí es una apertura angosta del río español de Rialb situada en las calizas más occidentales de la sierra de Aubens, en el lugar de Gavarra, del término municipal de Coll de Nargó (Alto Urgel) y Sant Martí de Rialb, región situada en el extremo norte del municipio de La Baronía de Rialb (La Noguera).
Se trata de cuatro surcos muy estrechos y profundos, en los que el desnivel de las paredes supera, en algún punto, los doscientos metros. En realidad, el agua del río se filtra por el lugar de Les Cots y no reaparece hasta el desfiladero de Bulí, enclavada en la zona más salvaje del desfiladero, dando lugar a esta notable surgencia vauclusiana. Finalmente, el río desemboca en un túnel abierto en la roca de unos 100 metros de longitud.
Dado el carácter específico del relieve y de su karstificación, hace de este sistema de barrancos un fenómeno único en Cataluña. Dentro de este sistema fluvial convergen, básicamente cuatro cursos de agua de régimen intermitente: el torrente de Gavarra y su tributario, el torrente de Carreu, el torrente de Cerdañés y el Rialb propiamente dicho, el cual a partir de ahí atraviesa el término de La Baronía de Rialb.  